# Brunswick RAW
RAW ([rɔː] чит. «Ро», бэкр. от англ. Rifleman’s Assault Weapon, «штурмовое оружие пехотинца») — реактивная винтовочная граната (по амер. классификации — ракета) сферической формы диаметром 140 мм, запускаемая со ствола винтовки. Боевая часть бронебойно-фугасного типа, со сплющивающимся корпусом (HESH), детонирующая на приближение, от удара о преграду мгновенно или с замедлением, начинена 1,14 кг взрывчатого вещества. Состоит на вооружении Корпуса морской пехоты США. Уровень шума в момент выстрела ниже, чем при стрельбе обыкновенными патронами 5,56 × 45 мм.

## История
Концепт штурмового оружия пехотинца (под таким названием) был впервые продемонстрирован армейским чинам в 1960-е годы, но заинтересовать армейское командование этим тогда не удалось (поскольку у вьетнамских партизан не было железобетонных фортификационных сооружений, требовавших применения подобных боеприпасов и от промышленности требовались другие образцы стрелкового оружия). Как это обычно бывает в США в таких случаях, проект был взят под крыло Агентством по перспективным оборонным научно-исследовательским разработкам (ДАРПА), которое курировало проект до стадии испытаний в 1975—1976 гг., к тому времени конструкторам удалось заручиться поддержкой Главного управления вооружения флота и какое-то время пользоваться протекцией со стороны адмиралитета с перспективой вооружения перспективным боеприпасом морской пехоты (что и произошло в итоге). В 1976 году были проведены показательные стрельбы, в ходе которых было отстреляно тридцать опытных гранат. Наконец, в мае 1977 года Армия США проявила интерес к новой гранате, для того, чтобы заполнить пробел в вооружениях между ручными гранатами и безоткатными станковыми гранатомётами. Специальных средств для пробивания стен (индивидуальных противобункерных боеприпасов) для пехоты предусмотрено не было, используемые для этого ручные противотанковые гранатомёты не предназначались для пробивания стен, заряды ВВ для проделывания проходов в заграждениях должны были размещаться вручную, что в условиях интенсивного противодействия противника было равноценно суицидальной атаке. Управление ракетных войск Армии США заключило 18-месячный контракт с корпорацией «Брунсвик». Доработка гранаты предусматривала: 1) создание нового механизма отцепки и 2) бездымного двигателя, 3) увеличения точности стрельбы на требуемых расстояниях, 4) стендовых испытаний (методом обдува в аэродинамической трубе). В марте 1978 конструктора приступили к созданию усовершенствованной боевой части гранаты. Конкурентами её на этом этапе выступали одноразовые ручные противотанковые гранатомёты «Вайпер» и «Амбруст», — первый уступал ей по массе (на один фунт) и по демаскирующему эффекту выстрела, а второй по массе взрывчатого вещества (в восемь раз). У разработчиков уже в середине 1970-х гг. имелся целый ряд модификаций гранаты под различные нужды. Несмотря на ряд навзванных преимуществ, доработка гранаты растянулась по времени (по независящим от производителя, сугубо конъюнктурным причинам) и велась корпорацией «Брунсвик» в 1977—1988 гг. на основе имеющихся наработок. С 1988 по 1992 гг. наряду с несколькими перспективными подствольными гранатомётами участвовала в конкурсе на многоцелевой индивидуальный боеприпас (Multi-Purpose Individual Munition или MPIM), но уступила в итоге одноразовому штурмовому ракетному комплексу «Шро». В ходе испытаний использовалась боевая часть разработанная и изготовленная корпорацией «Аэроджет». Также в ходе испытаний использовался встроенный в боевую часть оптический датчик цели (optical target detection device) от компании «Моторола».

## Задействованные структуры
Список подрядчиков разработки и производства RAW выглядел следующим образом:
Генподрядчик
- Граната — Brunswick Corp., Defense Division, Коста-Меса, Калифорния (лаборатория); Ист-Камден, Арканзас (производство);

Субподрядчики
- Боевая часть — Aerojet General Corp., Дауни, Калифорния;
- Реактивный двигатель — Atlantic Research Corp., Александрия, Виргиния;
- Оптический датчик цели — Motorola, Inc., Military Electronics Division, Скоттсдейл, Аризона.

## Боевые возможности
RAW способна проделать пробоину диаметром 360 мм в сдвоенной армированной железобетонной плите толщиной 200 мм и поражать легкобронированные и небронированные цели.
В другом варианте снаряд с зарядом кумулятивного типа используется для пробивания брони средней толщины. По заказу сухопутных войск создана боевая часть, снаряженная готовыми поражающими элементами в виде вольфрамовых флешетт для борьбы с живой силой вне укрытий.

## Устройство
Представляет собой металлическую сферу с реактивным соплом. Состоит из трёх частей: заряда, взрывателя и реактивного двигателя. Благодаря получению вращательного движения летит под постоянным углом к линии прицеливания. Тяга реактивного двигателя рассчитана так, что обеспечивает разгонную траекторию без снижения дальности не менее 200 м, после чего граната переходит на баллистическую траекторию. Расположенный под наклоном к продольной оси гранаты газовый руль компенсирует действие гравитационной силы. Для стрельбы могут использоваться как холостые, так и обычные боевые патроны с оболочечной пулей. Округлая форма корпуса гранаты придаёт ей аэродинамическую устойчивость в полёте к различным факторам типа встречного или бокового ветра, обеспечивая огонь прямой наводкой на расстояние эффективной дальности стрельбы. Таким образом, стрельба в пределах 200 м осуществляется прямой наводкой без ввода поправок на дальность.
Пусковое устройство представляет собой металлический кронштейн с зажимами для крепления на дульной части ствола и крюками около мушки. В нижней части кронштейна находится пусковая труба с двумя фигурными каналами в ней, направленными под прямым углом к линии прицеливания. Переносится на поясном ремне или в заплечном ранце. Малый в сравнении с другими ручными гранатомётами коэффициент разлёта пороховых газов в момент выстрела позволяет вести стрельбу из помещений.

## Тактико-технические характеристики
Источники информации : 
- Калибр: 140 мм
- Вес оружия: 3,86 кг
- Вес гранаты: 1,36 кг
- Вес заряда ВВ: 1,14 кг
- Длина оружия: 305 мм
- Продолжительность выстрела (от нажатия на спуск до отцепки гранаты от узла крепления): 0,2 сек
- Тип двигателя: твердотопливный, регрессивного горения, с постоянной тяговооружённостью
- Частота оборотов: 30 об/мин
- Максимальная скорость полёта: 201,17 м/сек
- Дальность действительного огня: 300 м
- Дальность действительного огня по групповым целям: 1500 м
- Максимальная дальность полёта (при стрельбе по площадям): 2000 м (навесная стрельба)
- Бронепробиваемость

- Бетон: 304,8 мм
- Кирпичная кладка в три ряда: 406,4 мм
- Алюминиевая броня 50,8 мм
- Катаная гомогенная стальная броня: 19 мм

- Диаметр пробоины

- Стройматериалы: 360 мм
- Металл: 127 мм

- Режимы детонации

- дистанционный: 1) на приближение, кумулятивное действие (по танкам и стационарным бронеобъектам)
- контактный: 2) мгновенно, кумулятивно-фугасное действие (по фортификационным сооружениям и лёгкой бронетехнике); 3) с замедлением, бризантное действие (по грунтовой, песчаной или другой обсыпке, мешкам с песком и т. п.)

- Коэффициент рассеивания: 1…2 тысячные

## Модификации
Ниже приводится перечень вариантов реализации гранаты, предлагавшихся разработчиками и испытанных в 1976—1978 гг.:
Исходная
Граната массой 2,72 кг (6 фунтов) для стрельбы прямой наводкой. Не принималась на вооружение.
Дальнобойная
Граната массой 6,8 кг (15 фунтов) увеличенной мощности и дальности стрельбы предназначена для стрельбы с плеча по наклонной траектории. Не принималась на вооружение.
Станковая
Граната с массой заряда взрывчатого вещества 22,6 кг (50 фунтов) и диаметром 33 см (13 дюймов) для стрельбы с гранатомёта на станке, смонтированном на стандартной машине повышенной проходимости (джипе типа M151). Не принималась на вооружение.
Усовершенствованная
Граната массой 1,36 кг (3 фунта) для стрельбы прямой наводкой. Разработана в 1980-е. Принята на вооружение морской пехоты.